# فيديليتي للاستثمارات
فيديليتي للاستثمارات (بالإنجليزية: Fidelity Investments)‏ وتعني حرفياً الإخلاص للاستثمارات، هي شركة متعددة الجنسيات في الخدمات المالية، مقرها مدينة بوسطن بالولايات المتحدة. وهي واحدة من أكبر صناديق الاستثمار وأحد أكبر المجموعات الخاصة بالخدمات المالية في العالم. تأسست عام 1946؛ وتخدم بشكل أساسي المستثمرين في أمريكا الشمالية.